# راجر جکسون
راجر جکسون (انگلیسی: Roger Jackson؛ زادهٔ ۱۴ ژانویهٔ ۱۹۴۲) قایقران روئینگ اهل کانادا بود.
وی در مسابقات کشوری و بین‌المللی در مجموع برندهٔ ۱ مدال طلا شده‌است.